# Independence-Klasse (2010)
Die Independence-Klasse ist eine Klasse von bisher neunzehn Littoral Combat Ships (Fregatten) der United States Navy, die seit 2010 in Dienst steht.

## Geschichte

### Planung und Bau
Littoral Combat Ships sollen in der United States Navy die Fregatten der Oliver-Hazard-Perry-Klasse ersetzen, die durch den Verlust ihrer Raketenkapazitäten auch einen Großteil ihres Gefechtswertes verloren haben. Die Navy ließ zwei komplett verschiedene Entwürfe für den potentiellen Nachfolger bauen, beide Klassen sollten zwei Einheiten erhalten. Neben der Independence-Klasse von General Dynamics ist dies die Freedom-Klasse von Lockheed Martin. Alle LCS werden zu Beginn im Pazifik stationiert, Heimathafen wird San Diego, Kalifornien.
Obwohl nicht primär als Tarnkappenschiffe konzipiert, wurden die LCS der Independence-Klasse auch dahingehend entwickelt, ihre Ortbarkeit zu erschweren bzw. ihre Emissionen zu minimieren.
2005 wurde das erste LCS der Independence-Klasse in Auftrag gegeben. Die Planungswerft für die Klasse ist Bath Iron Works, die zum General-Dynamics-Konzern gehört, Bauwerft für die Klasse ist Austal USA in Mobile, Alabama. Dort wurde LCS-2 Anfang 2006 auf Kiel gelegt. Eine Option über den Bauauftrag für die zweite Einheit der Klasse, die LCS-4, wurde im August 2006 an Austal vergeben, im Dezember wurden dafür 208 Mio. US-Dollar bereitgestellt. Weil jedoch, wie schon bei Lockheeds Freedom-Klasse, bei LCS-2 die geplanten Kosten von 233 Millionen Dollar um 50 bis 75 % überschritten wurden, forderte die Navy von General Dynamics einen fixed-price-Vertrag über den Bau von LCS-4. Als sich beide Seiten nicht auf einen festen Baupreis einigen konnten, wurde LCS-4 am 1. November 2007 zunächst aus den Orderbüchern der Navy gestrichen, 2009 aber wieder aufgenommen.
Am 31. Dezember 2010 vergab die Navy einen weiteren Auftrag, nach dem General Dynamics bis zu zehn weitere Schiffe der Klasse bauen darf, jeweils eines in den Wirtschaftsjahren 2010 und 2011 sowie je zwei von 2012 bis 2015. Ab 2011 ist jedoch für jede neue Bestellung eine Bestätigung durch den Kongress nötig. Auch Lockheed erhielt für die Freedom-Klasse einen solchen Auftrag.

### Kosten
Die ursprünglich geplanten Baukosten von rund 200 Millionen Dollar wurden im Laufe des Programms weit überschritten. So lagen die reinen Baukosten im Februar 2008 bei 440 Millionen Dollar, inklusive Endausrüstung, Tests, Administrationskosten und ähnlichem werden sie auf 636 Millionen Dollar steigen. Hinzu kommen rund 100 Millionen für jedes der Module (siehe Abschnitt Technik).
Der Kongress der Vereinigten Staaten verhängte 2008 einen Kostendeckel von 460 Millionen Dollar pro Einheit (gültig ab Haushaltsjahr 2011) und schrieb LCS-4 erneut aus. Austal/General Dynamics bot unter dieser Bedingung und erhielt am 1. Mai 2009 den Auftrag für die USS Coronado. LCS-4 soll knapp 548 Millionen Dollar kosten. Darin enthalten sind jedoch Materialien im Wert von $114 Millionen, die bereits 2007 für die frühere LCS-4 angeschafft worden waren. LCS-5 soll 432 Millionen Dollar im Bau kosten, hinzu kommen rund 25 Millionen Dollar für die Ausrüstung. Im Schnitt soll jedes der zehn ab 2010 bestellten Schiffe 440 Millionen Dollar kosten, wenn alle Aufträge ausgeführt sind.

## Einheiten
| Name                            | Kiellegung         | Stapellauf         | Indienststellung   | Außerdienststellung | Bemerkungen |
| ------------------------------- | ------------------ | ------------------ | ------------------ | ------------------- | ----------- |
| USS Independence (LCS-2)        | 19. Januar 2006    | 26. April 2008     | 16. Januar 2010    | 29. Juli 2021       |             |
| USS Coronado (LCS-4)            | 17. Dezember 2009  | 14. Januar 2012    | 5. April 2014      | 14. September 2022  |             |
| USS Jackson (LCS-6)             | 5. August 2011     | 14. Dezember 2013  | 5. Dezember 2015   |                     | aktiv       |
| USS Montgomery (LCS-8)          | 25. Juni 2013      | 6. August 2014     | 10. September 2016 |                     | aktiv       |
| USS Gabrielle Giffords (LCS-10) | 16. April 2014     | 26. Februar 2015   | 10. Juni 2017      |                     | aktiv       |
| USS Omaha (LCS-12)              | 18. Februar 2015   | 20. November 2015  | 3. Februar 2018    |                     | aktiv       |
| USS Manchester (LCS-14)         | 29. Juni 2015      | 12. Mai 2016       | 26. Mai 2018       |                     | aktiv       |
| USS Tulsa (LCS-16)              | 11. Januar 2016    | 16. März 2017      | 16. Februar 2019   |                     | aktiv       |
| USS Charleston (LCS-18)         | 28. Juni 2016      | 14. September 2017 | 2. März 2019       |                     | aktiv       |
| USS Cincinnati (LCS-20)         | 10. April 2017     | 22. Mai 2018       | 5. Oktober 2019    |                     | aktiv       |
| USS Kansas City (LCS-22)        | 15. November 2017  | 19. Oktober 2018   | 20. Juni 2020      |                     | aktiv       |
| USS Oakland (LCS-24)            | 20. Juli 2018      | 21. Juli 2019      | 17. April 2021     |                     | aktiv       |
| USS Mobile (LCS-26)             | 14. Dezember 2018  | 11. Januar 2020    | 22. Mai 2021       |                     | aktiv       |
| USS Savannah (LCS-28)           | 20. September 2019 | 8. September 2020  | 5. Februar 2022    |                     | aktiv       |
| USS Canberra (LCS-30)           | 10. März 2020      | 30. März 2021      | 22. Juli 2023      |                     | aktiv       |
| USS Santa Barbara (LCS-32)      | 27. Oktober 2020   | 12. November 2021  | 1. April 2023      |                     | aktiv       |
| USS Augusta (LCS-34)            | 30. Juli 2021      | 23. Mai 2022       | 30. September 2023 |                     | aktiv       |
| USS Kingsville (LCS-36)         | 23. Februar 2022   | 23. März 2023      | 24. August 2024    |                     | aktiv       |
| USS Pierre (LCS-38)             | 16. Juni 2023      | 5. August 2024     |                    |                     | in Bau      |

## Technik

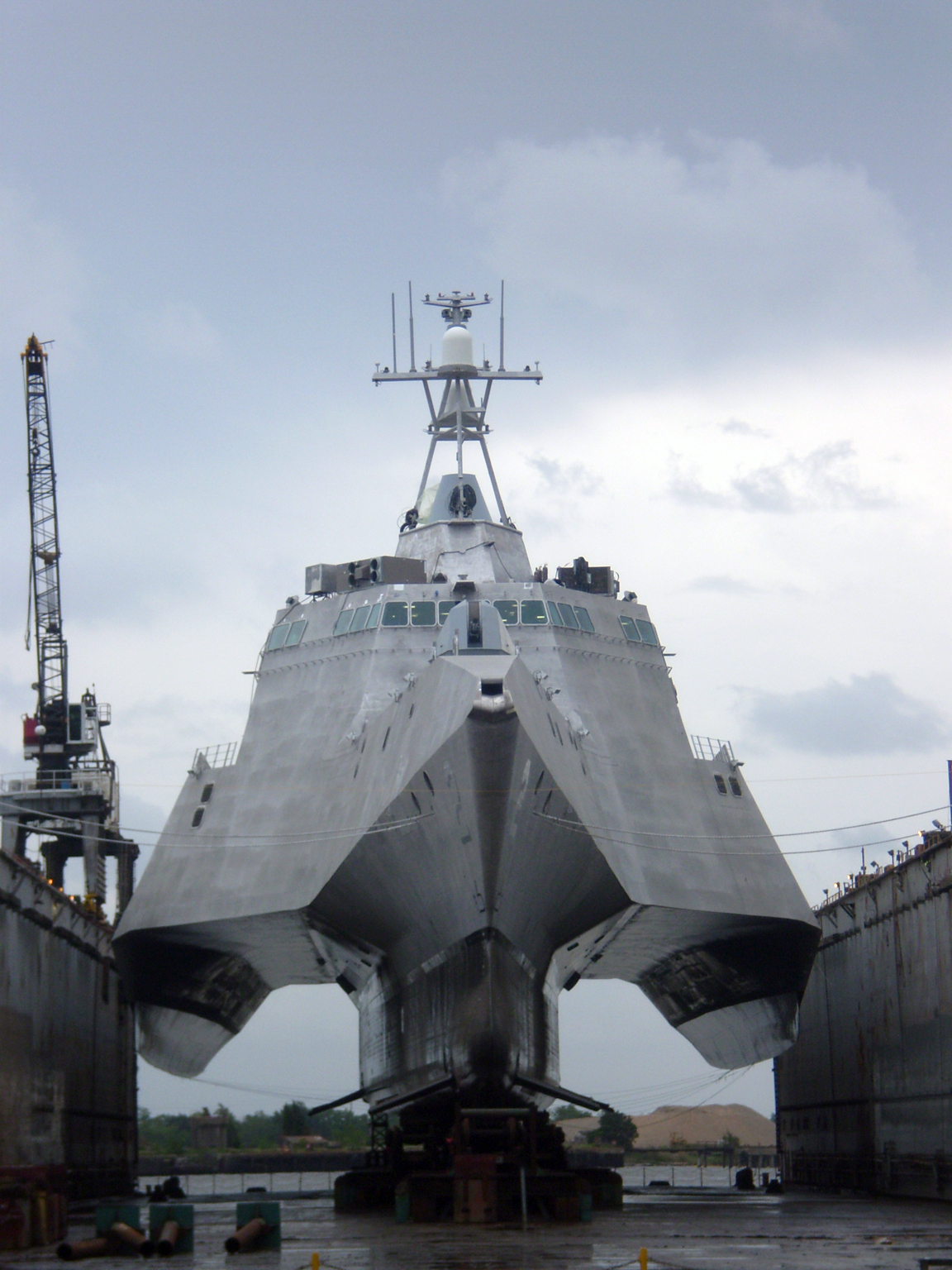
LCS-2 2008 im Trockendock vor der Indienststellung

Die Schiffe der Independence-Klasse sind rund 127 Meter lang und 30 Meter breit, der Tiefgang beträgt 4,5 Meter. Die Verdrängung liegt bei rund 3100 Tonnen. Um höhere Geschwindigkeiten erreichen zu können, ist der Rumpf als Trimaran ausgelegt und besteht größtenteils aus Aluminium. Der CODAG-Antrieb besteht aus zwei Schiffsdieselmotoren, die im Bedarfsfall von zwei Gasturbinen unterstützt werden. Statt mit Propellern erfolgt die Kraftübertragung mit vier Wasserstrahlantrieben. Bei voller Zuladung beträgt die maximale Geschwindigkeit der Schiffe 45 Knoten, unbeladen über 50. Die Reichweite beträgt bei einer Geschwindigkeit von 18 Knoten rund 4300 Seemeilen.

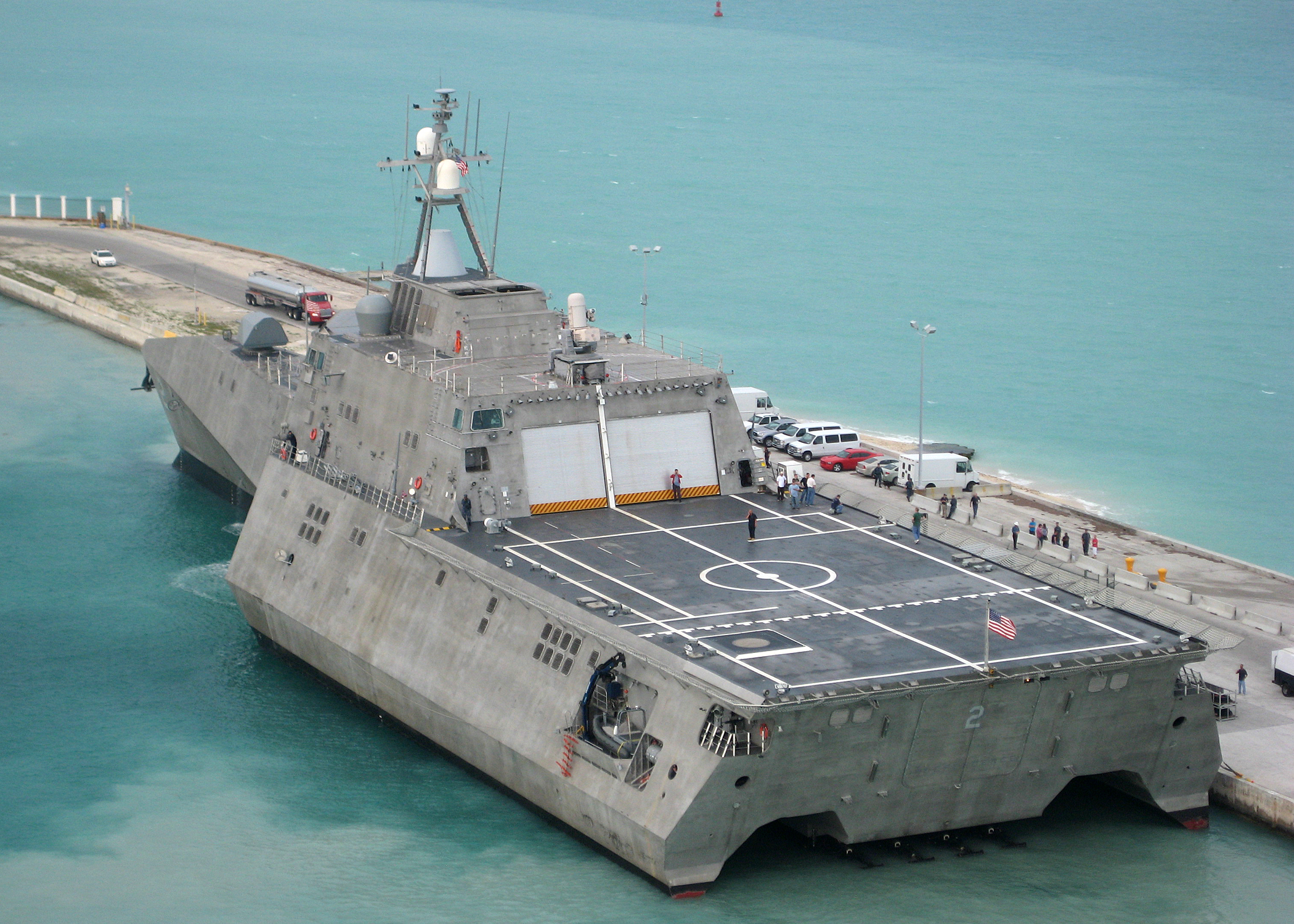
Blick von achtern auf das Deck der USS Independence; gut erkennbar sind auch die vier Antriebsdüsen. (2010)

Die Bewaffnung besteht aus einem SeaRAM-Lenkwaffensystem und einem Mk-110-Schiffsgeschütz, das 220 Schuss pro Minute abfeuern kann und eine Reichweite von 9 Seemeilen aufweist. Für die Bekämpfung von See- und Landzielen können bis zu acht RGM-184A Naval Strike Missile mitgeführt werden. Die Seezielflugkörper sind in zwei Vierfachstartern installiert. Weiter ist die Installation von BGM-176 Griffin Lenkwaffen zur Bekämpfung von See- und Landzielen geplant.
Auf dem Achterdeck befindet sich ein großes Landedeck für Helikopter oder Drohnen; unter anderem können dort SH-60 Sea Hawk oder Drohnen mit VTOL-Kapazität landen und starten. Unter dem Deck befindet sich ein Hangar für zwei Helikopter. Eine RoRo-Rampe erlaubt das schnelle Verladen von Fahrzeugen.
Je nach Mission können später sogenannte Module installiert werden, die spezielle Aufgabenbereiche wie U-Jagd, Minenbekämpfung oder die Bekämpfung von Oberflächenzielen abdecken. Auf Grund der großen Nutzlast können zwei dieser Module gleichzeitig an Bord sein.